# Montpellier-de-Médillan
Montpellier-de-Médillan és un municipi francès situat al departament del Charente Marítim i a la regió de la Nova Aquitània. L'any 2007 tenia 625 habitants.

## Demografia

### Població
El 2007 la població de fet de Montpellier-de-Médillan era de 625 persones. Hi havia 243 famílies de les quals 41 eren unipersonals (25 homes vivint sols i 16 dones vivint soles), 91 parelles sense fills, 82 parelles amb fills i 29 famílies monoparentals amb fills.
La població ha evolucionat segons el següent gràfic:
Habitants censats

### Habitatges
El 2007 hi havia 351 habitatges, 259 eren l'habitatge principal de la família, 63 eren segones residències i 30 estaven desocupats. 333 eren cases i 6 eren apartaments. Dels 259 habitatges principals, 211 estaven ocupats pels seus propietaris, 35 estaven llogats i ocupats pels llogaters i 12 estaven cedits a títol gratuït; 2 tenien una cambra, 12 en tenien dues, 38 en tenien tres, 63 en tenien quatre i 143 en tenien cinc o més. 234 habitatges disposaven pel capbaix d'una plaça de pàrquing. A 106 habitatges hi havia un automòbil i a 140 n'hi havia dos o més.

### Piràmide de població
La piràmide de població per edats i sexe el 2009 era:
| Homes | Edats   | Dones |
| ----- | ------- | ----- |
| 0     | 95 o +  | 8     |
| 0     | 90 a 94 | 8     |
| 4     | 85 a 89 | 0     |
| 4     | 80 a 84 | 4     |
| 16    | 75 a 79 | 12    |
| 32    | 70 a 74 | 20    |
| 12    | 65 a 69 | 16    |
| 12    | 60 a 64 | 24    |
| 4     | 55 a 59 | 16    |
| 12    | 50 a 54 | 12    |
| 16    | 45 a 49 | 4     |
| 24    | 40 a 44 | 16    |
| 16    | 35 a 39 | 16    |
| 32    | 30 a 34 | 20    |
| 16    | 25 a 29 | 12    |
| 8     | 20 a 24 | 8     |
| 32    | 15 a 19 | 12    |
| 20    | 10 a 14 | 12    |
| 8     | 5 a 9   | 8     |
| 24    | 0 a 4   | 12    |

## Economia
El 2007 la població en edat de treballar era de 390 persones, 297 eren actives i 93 eren inactives. De les 297 persones actives 264 estaven ocupades (148 homes i 116 dones) i 32 estaven aturades (9 homes i 23 dones). De les 93 persones inactives 41 estaven jubilades, 20 estaven estudiant i 32 estaven classificades com a «altres inactius».

### Ingressos
El 2009 a Montpellier-de-Médillan hi havia 269 unitats fiscals que integraven 623,5 persones, la mediana anual d'ingressos fiscals per persona era de 16.771 €.

### Activitats econòmiques
Dels 32 establiments que hi havia el 2007, 1 era d'una empresa extractiva, 1 d'una empresa de fabricació d'altres productes industrials, 9 d'empreses de construcció, 5 d'empreses de comerç i reparació d'automòbils, 1 d'una empresa d'hostatgeria i restauració, 3 d'empreses de serveis, 10 d'entitats de l'administració pública i 2 d'empreses classificades com a «altres activitats de serveis».
Dels 11 establiments de servei als particulars que hi havia el 2009, 1 era un taller de reparació d'automòbils i de material agrícola, 2 guixaires pintors, 2 fusteries, 3 lampisteries, 1 electricista, 1 perruqueria i 1 saló de bellesa.
Dels 2 establiments comercials que hi havia el 2009, 1 era una carnisseria i 1 una botiga de roba.
L'any 2000 a Montpellier-de-Médillan hi havia 30 explotacions agrícoles que ocupaven un total de 1.134 hectàrees.

## Equipaments sanitaris i escolars
El 2009 hi havia una escola maternal integrada dins d'un grup escolar amb les comunes properes formant una escola dispersa.

## Poblacions més properes
El següent diagrama mostra les poblacions més properes.